# 北京公交368路
北京公交368路系统，2021年2月前称北京公交特8路系统，是北京市的两条沿着北京三环路辅路和主路环状行驶的公交线路的统称。特8路系统的首条线路于2002年4月开通，由北京公交集团第三客运分公司运营，2008年增设快车（简称特8快），后因线路重叠于2015年撤销；环状线路按行驶方向不同分为内环（顺时针）、外环（逆时针）两个方向。
368路系统另有停靠站点更少的双层车线路系统——北京公交300路系统，以及夜间版本——北京公交夜30路系统。

## 运力
368路因为途经较多地区，故为北京市内最为拥挤的公交线路之一。在2007年以前特8路与730路、830路等线均是月票无效线路，因而相比之下300路因月票有效而更为拥挤。而2007年1月月票取消，使得特8路客流上升。本线通常使用双层巴士公交车。该线路目前使用由福田汽车生产的BJ6128C8BCD型液化天然气双层客车运转。该线路曾经使用长江CJ6110SG2Y7H型压缩天然气双层客车、金陵JLY6110SB3型柴油双层客车和京华BK6126S1型柴油双层客车运转（三款车型均已报废）。

## 历史

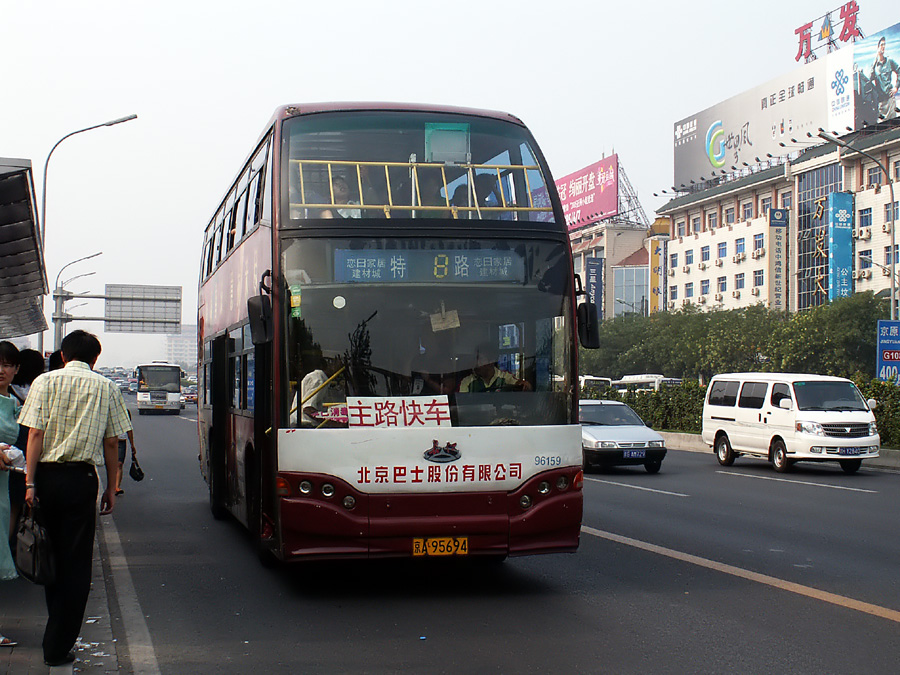
特8路初期使用的常州长江CJ6110SG2Y7H型压缩天然气双层客车停靠在公主坟南站

2002年4月，北京公交特8路开通，作为北京三环路的环线，分内外两环，为当时北京公交300路、北京公交730路、北京公交830路开通后第四个北京三环路环线公交系统。
2004年2月28日，北京公交特8路内环始发及终点站调整为玉泉路。
2008年，北京公交特8快路开通，分内外两环（外环首末站为北土城公交场站，内环为北京南站南广场）。2015年10月15日，因地铁建成等一系列因素影响，北京公交特8路快撤销，部分原有运力被调配到北京公交300路。
2021年2月8日，随北京公交统一调整，北京公交特8路更名为北京公交368路。
2025年6月20日，调整368内环首末站为“六里桥南”站。

## 相关事件
2023年12月26日11时56分，一辆北京公交368路（自编：26672）公交车在行驶至新兴桥时突然撞向三环主路新兴桥隔离墙，并冲向三环主路对向车道，与多辆小轿车和另一辆北京公交368路公交车相撞或刮蹭，造成两名乘客轻微擦伤，三环主路对向车道多辆汽车均不同程度受损。经调查，事故系公交车驾驶员突然晕倒引发，车内乘务管理员见状第一时间将车辆制动。